# Mutter und Sohn
Mutter und Sohn (Originaltitel: Mother and Son) ist eine australische Sitcom, deren 42 Episoden erstmals ab dem 16. Januar 1984 vom öffentlich-rechtlichen Fernsehsender ABC-TV ausgestrahlt wurden. Die Serie beruht auf der Idee und den Drehbücher von Geoffrey Atherden. In Szene setzte sie Regisseur Geoff Portmann, der auch als Produzent fungierte. John O’Grady war der Executive Producer. Ab dem 2. Januar 1992 war die Serie zum ersten Mal im deutschen Fernsehen, in der ARD zu sehen. In Deutschland liefen nur die 35 Episoden der ersten fünf Staffeln. Die drei Hauptdarsteller der Serie, die 2002 im Alter von 76 Jahren verstorbene Ruth Cracknell, Gary McDonald und Henry Szeps sind in ihrem Heimatland sehr beliebt. Cracknell und McDonald wurden für ihr Lebenswerk unabhängig voneinander in die Gold Logie Hall of Fame aufgenommen.
Als Ableger dieser Fernsehserie wurden 1997 und 1998 zwei Staffeln und 16 Episoden mit dem Titel Keeping Mum für den britischen Markt (BBC1) produziert. 1998 produzierte man eine Staffel mit 12 Episoden mit Namen Glöm inte mamma! für das schwedische Fernsehen (SVT 2). 2017 wurden alle 42 Episoden für das serbische Fernsehen (Prva srpska televizija) unter dem Titel Mamini sinovi (ein Wortspiel: Mutters Söhne, bzw., Muttersöhnchen) neu verfilmt.

## Handlung
In dieser Sitcom geht es um zwei Menschen und ihrem Versuch, miteinander zu leben. Arthur ist Ende 30 und wohnt seit der Scheidung von seiner Frau wieder bei seiner Mutter Maggie. Nicht nur unter ihrer unglaublichen Naivität, ständigen Vergesslichkeit und penetranten Anhänglichkeit hat Arthur zu leiden, auch verdirbt Maggie jeden Kontaktversuch ihres Sohnes mit anderen Frauen. Hinzu kommt, dass Maggie ihren anderen Sohn Robert – der von Beruf Zahnarzt ist und sich nur dann für seine Mutter interessiert, wenn es Geld gibt – in jeder Hinsicht bevorzugt.

## DVD-Veröffentlichung
Die Serie ist in einer Komplettbox mit allen 42 Episoden im englischen Original (Regionalcode 2, FSK: ab 6 Jahren) erschienen. Am 14. Dezember 2018 ist eine DVD-Box Mutter und Sohn – Vol. 1 von PIDAX Film mit den ersten 18 Episoden in deutscher Sprache erscheinen. Am 22. Februar 2019 brachte PIDAX Film die Box Mutter und Sohn – Vol. 2. Sie beinhaltet die weiteren 17 Episoden, die im deutschen Fernsehen in deutscher Sprache gezeigt wurden.

## Auszeichnungen
- 1992: Australian People’s Choice Awards – Best Comedy Show
- 1992: Best Overall Script – Writers Guild of America
- 1993: Logie Awards – Most Outstanding Actress (Ruth Cracknell)
- 1994: Logie Awards – Most Outstanding Actor (Garry McDonald)
- 1994: Logie Awards – Most Outstanding Actress (Ruth Cracknell)
- 1994: Logie Awards – Most Popular Comedy Personality (Ruth Cracknell)
- 1995: Finalist, Sitcom, New York International Television Festival (36. Episode: The Ride)

## Episodenliste
Je sieben Episoden ergaben eine Staffel. Es wurden sechs Staffeln mit insgesamt 42 Episoden produziert. Die ersten vier Staffeln liefen ab 1992 in der Erstausstrahlung in der ARD. Die fünfte Staffel wurde erstmals 1995 im MDR Fernsehen ausgestrahlt. Manche Episoden haben im Original verschiedene Namen.

### Staffel 1
| Nr. (ges.) | Nr. (St.) | Deutscher Titel        | Originaltitel          | Erstausstrahlung Australien | Deutschsprachige Erstausstrahlung (D) | Regie          | Drehbuch          |
| ---------- | --------- | ---------------------- | ---------------------- | --------------------------- | ------------------------------------- | -------------- | ----------------- |
| 1          | 1         | Urlaub für Maggie      | Maggie Takes a Holiday | 16. Jan. 1984 (ABC-TV)      | 2. Jan. 1992 (ARD)                    | Geoff Portmann | Geoffrey Atherden |
| 2          | 2         | Milch ist gesund       | Maggie Gets the Milk   | 23. Jan. 1984 (ABC-TV)      | 7. Jan. 1992                          | Geoff Portmann | Geoffrey Atherden |
| 3          | 3         | Maggie bleibt zu Hause | Maggie Alone           | 30. Jan. 1984 (ABC-TV)      | 8. Jan. 1992                          | Geoff Portmann | Geoffrey Atherden |
| 4          | 4         | Arthurs Urlaub         | Arthur’s Holiday       | 6. Feb. 1984 (ABC-TV)       | 9. Jan. 1992                          | Geoff Portmann | Geoffrey Atherden |
| 5          | 5         | Arthur geht aus        | Arthur’s Night Out     | 6. Feb. 1984 (ABC-TV)       | 11. Jan. 1992                         | Geoff Portmann | Geoffrey Atherden |
| 6          | 6         | Maggie ist verliebt    | Maggie in Love         | 20. Feb. 1984 (ABC-TV)      | 15. Jan. 1992                         | Geoff Portmann | Geoffrey Atherden |
| 7          | 7         | Maggies Testament      | Maggie Makes a Will    | 27. Feb. 1984 (ABC-TV)      | 16. Jan. 1992                         | Geoff Portmann | Geoffrey Atherden |

### Staffel 2
| Nr. (ges.) | Nr. (St.) | Deutscher Titel   | Originaltitel     | Erstausstrahlung Australien | Deutschsprachige Erstausstrahlung (D) | Regie          | Drehbuch          |
| ---------- | --------- | ----------------- | ----------------- | --------------------------- | ------------------------------------- | -------------- | ----------------- |
| 8          | 1         | Das liebe Geld    | The Money         | 4. Mär. 1985 (ABC-TV)       | 21. Jan. 1992 (ARD)                   | Geoff Portmann | Geoffrey Atherden |
| 9          | 2         | Die Scheidung     | The Divorce       | 11. Mär. 1985 (ABC-TV)      | 22. Jan. 1992                         | Geoff Portmann | Geoffrey Atherden |
| 10         | 3         | Das Begräbnis     | The Funeral       | 18. Mär. 1985 (ABC-TV)      | 23. Jan. 1992                         | Geoff Portmann | Geoffrey Atherden |
| 11         | 4         | Die Beförderung   | The Promotion     | 25. Mär. 1985 (ABC-TV)      | 28. Jan. 1992                         | Geoff Portmann | Geoffrey Atherden |
| 12         | 5         | Die Tante         | The Aunt          | 1. Apr. 1985 (ABC-TV)       | 29. Jan. 1992                         | Geoff Portmann | Geoffrey Atherden |
| 13         | 6         | Das Kartenspiel   | The Card Game     | 8. Apr. 1985 (ABC-TV)       | 30. Jan. 1992                         | Geoff Portmann | Geoffrey Atherden |
| 14         | 7         | Die neue Freundin | The Morning After | 15. Apr. 1985 (ABC-TV)      | 4. Feb. 1992                          | Geoff Portmann | Geoffrey Atherden |

### Staffel 3
| Nr. (ges.) | Nr. (St.) | Deutscher Titel    | Originaltitel    | Erstausstrahlung Australien | Deutschsprachige Erstausstrahlung (D) | Regie          | Drehbuch          |
| ---------- | --------- | ------------------ | ---------------- | --------------------------- | ------------------------------------- | -------------- | ----------------- |
| 15         | 1         | Das Weihnachtsfest | Christmas Drinks | 24. Dez. 1985 (ABC-TV)      | 26. Feb. 1992 (ARD)                   | Geoff Portmann | Geoffrey Atherden |
| 16         | 2         | Ein Zeichen        | The Sign         | 3. Mär. 1986 (ABC-TV)       | 5. Feb. 1992                          | Geoff Portmann | Geoffrey Atherden |
| 17         | 3         | Das Picknick       | The Picnic       | 10. Mär. 1986 (ABC-TV)      | 6. Feb. 1992                          | Geoff Portmann | Geoffrey Atherden |
| 18         | 4         | Der Unfall         | The Accident     | 17. Mär. 1986 (ABC-TV)      | 12. Feb. 1992                         | Geoff Portmann | Geoffrey Atherden |
| 19         | 5         | Der letzte Wille   | The Last Will    | 24. Mär. 1986 (ABC-TV)      | 13. Feb. 1992                         | Geoff Portmann | Geoffrey Atherden |
| 20         | 6         | Die Nachbarn       | The Neighbours   | 31. Mär. 1986 (ABC-TV)      | 20. Feb. 1992                         | Geoff Portmann | Geoffrey Atherden |
| 21         | 7         | Die Kreuzfahrt     | The Cruise       | 7. Apr. 1986 (ABC-TV)       | 25. Feb. 1992                         | Geoff Portmann | Geoffrey Atherden |

### Staffel 4
| Nr. (ges.) | Nr. (St.) | Deutscher Titel     | Originaltitel  | Erstausstrahlung Australien | Deutschsprachige Erstausstrahlung (D) | Regie          | Drehbuch          |
| ---------- | --------- | ------------------- | -------------- | --------------------------- | ------------------------------------- | -------------- | ----------------- |
| 22         | 1         | Die Orden           | The Medals     | 1. Feb. 1988 (ABC-TV)       | 27. Feb. 1992 (ARD)                   | Geoff Portmann | Geoffrey Atherden |
| 23         | 2         | Die Freundin        | The Friend     | 8. Feb. 1988 (ABC-TV)       | 5. März 1992                          | Geoff Portmann | Geoffrey Atherden |
| 24         | 3         | Der Wagen           | The Car        | 15. Feb. 1988 (ABC-TV)      | 4. März 1992                          | Geoff Portmann | Geoffrey Atherden |
| 25         | 4         | Eine Überraschung   | The Surprise   | 22. Feb. 1988 (ABC-TV)      | 3. März 1992                          | Geoff Portmann | Geoffrey Atherden |
| 26         | 5         | Der Hund            | The Dog        | 29. Feb. 1988 (ABC-TV)      | 10. März 1992                         | Geoff Portmann | Geoffrey Atherden |
| 27         | 6         | Der Eisschrank      | The Fridge     | 7. Mär. 1988 (ABC-TV)       | 11. März 1992                         | Geoff Portmann | Geoffrey Atherden |
| 28         | 7         | Die letzte Hoffnung | The Last Straw | 14. Mär. 1988 (ABC-TV)      | 12. März 1992                         | Geoff Portmann | Geoffrey Atherden |

### Staffel 5
| Nr. (ges.) | Nr. (St.) | Deutscher Titel    | Originaltitel    | Erstausstrahlung Australien | Deutschsprachige Erstausstrahlung (D) | Regie          | Drehbuch          |
| ---------- | --------- | ------------------ | ---------------- | --------------------------- | ------------------------------------- | -------------- | ----------------- |
| 29         | 1         | Der Vertrag        | The Deed         | 10. Feb. 1992 (ABC-TV)      | 10. Okt. 1995 (MDR Fernsehen)         | Geoff Portmann | Geoffrey Atherden |
| 30         | 2         | Der Wellensittich  | The Budgie       | 17. Feb. 1992 (ABC-TV)      | 11. Okt. 1995 (MDR Fernsehen)         | Geoff Portmann | Geoffrey Atherden |
| 31         | 3         | Der große Schlaf   | The Big Sleep    | 24. Feb. 1992 (ABC-TV)      | 12. Okt. 1995 (MDR Fernsehen)         | Geoff Portmann | Geoffrey Atherden |
| 32         | 4         | Die Uhr            | The Clock        | 2. Mär. 1992 (ABC-TV)       | 13. Okt. 1995 (MDR Fernsehen)         | Geoff Portmann | Geoffrey Atherden |
| 33         | 5         | Die Pause          | The Rest         | 9. Mär. 1992 (ABC-TV)       | 17. Okt. 1995 (MDR Fernsehen)         | Geoff Portmann | Geoffrey Atherden |
| 34         | 6         | Der Nachwuchs      | The Baby         | 16. Mär. 1992 (ABC-TV)      | 18. Okt. 1995 (MDR Fernsehen)         | Geoff Portmann | Geoffrey Atherden |
| 35         | 7         | Der Sonntagsbraten | The Sunday Roast | 23. Mär. 1992 (ABC-TV)      | 19. Okt. 1995 (MDR Fernsehen)         | Geoff Portmann | Geoffrey Atherden |

### Staffel 6
| Nr. (ges.) | Nr. (St.) | Deutscher Titel | Originaltitel   | Erstausstrahlung Australien | Deutschsprachige Erstausstrahlung (D) | Regie          | Drehbuch          |
| ---------- | --------- | --------------- | --------------- | --------------------------- | ------------------------------------- | -------------- | ----------------- |
| 36         | 1         | –               | The Ride        | 7. Feb. 1994 (ABC-TV)       | –                                     | Geoff Portmann | Geoffrey Atherden |
| 37         | 2         | –               | The Trip        | 14. Feb. 1994 (ABC-TV)      | –                                     | Geoff Portmann | Geoffrey Atherden |
| 38         | 3         | –               | The Family Feud | 21. Feb. 1994 (ABC-TV)      | –                                     | Geoff Portmann | Geoffrey Atherden |
| 39         | 4         | –               | The Caravan     | 28. Feb. 1994 (ABC-TV)      | –                                     | Geoff Portmann | Geoffrey Atherden |
| 40         | 5         | –               | The Lamingtons  | 7. Mär. 1994 (ABC-TV)       | –                                     | Geoff Portmann | Geoffrey Atherden |
| 41         | 6         | –               | The Promise     | 14. Mär. 1994 (ABC-TV)      | –                                     | Geoff Portmann | Geoffrey Atherden |
| 42         | 7         | –               | The Ring Cycle  | 21. Mär. 1994 (ABC-TV)      | –                                     | Geoff Portmann | Geoffrey Atherden |